# The Oval (Belfast)
The Oval é um estádio de futebol em Belfast, Irlanda do Norte. É a casa de Glentoran FC.